# Parlamentswahl in Schottland 2016
- SLP: 24
- SGP: 6
- SNP: 63
- SLD: 5
- SCP: 31

- Austritt: 69
- Union: 60

Die Parlamentswahl in Schottland 2016 am 5. Mai 2016 war die fünfte Wahl des schottischen Parlaments, seitdem dieses 1998 im Rahmen der Devolution des Vereinigten Königreichs neu eingerichtet wurde. Am gleichen Tag fanden auch die Wahl des Bürgermeisters von London sowie die Wahl zur Nordirland-Versammlung und die Wahl zur walisischen Nationalversammlung statt.
Die Scottish National Party (SNP) wurde zwar erneut stärkste Partei, verlor jedoch die absolute Mehrheit der Parlamentsmandate, die sie seit der Wahl zuvor innegehabt hatte. Die Scottish Labour Party erlitt starke Stimmenverluste, während die Konservativen deutlich hinzugewannen und zur zweitstärksten Partei aufstiegen. Die Wahlbeteiligung lag bei 55,6 % und damit höher als bei der letzten Wahl 2011.

## Vorgeschichte

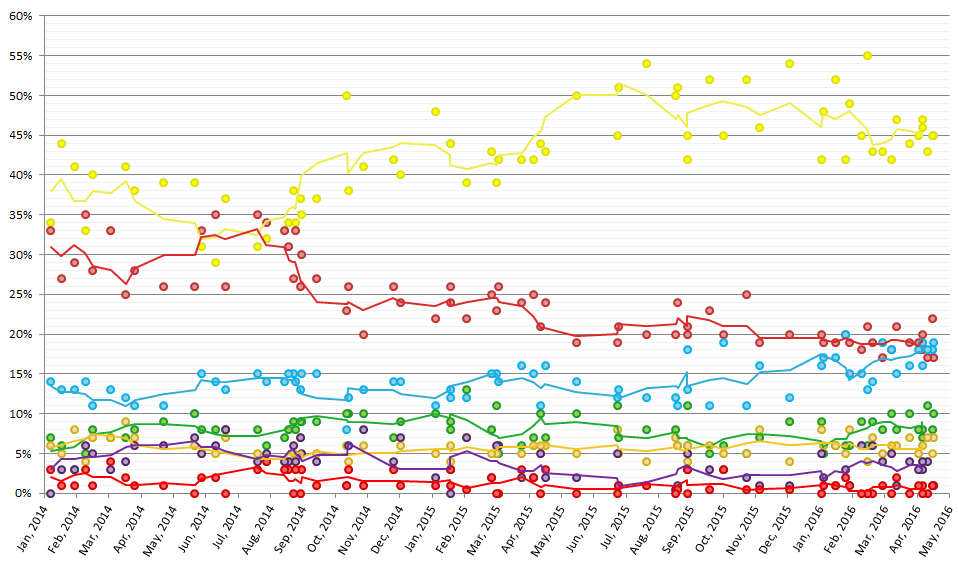
Meinungsumfragen seit 2014:

Bei der letzten Parlamentswahl 2011 erreichte die Scottish National Party (SNP) unter ihrem damaligen Vorsitzenden Alex Salmond erstmals die absolute Mehrheit der Mandate und konnte eine Alleinregierung in Schottland bilden. Alex Salmond wurde zum Ersten Minister, d. h. Regierungschef Schottlands gewählt. Das wohl herausragendste Ereignis der sich anschließenden Legislaturperiode war das Unabhängigkeitsreferendum am 18. September 2014. Alex Salmond hatte mit dem britischen Premierminister David Cameron am 15. Oktober 2012 das sogenannte Abkommen von Edinburgh geschlossen, in dem beide Seiten vereinbarten, dass ein Referendum in Schottland abgehalten werden solle, ob das Land unabhängig werden wolle. Cameron hatte sich davon eine Beruhigung der Unabhängigkeitsdebatte, die ständig neu durch die SNP angefacht wurde, erhofft. Er war wohl auch davon ausgegangen, dass eine deutliche Mehrheit der Schotten vor einer endgültigen Unabhängigkeitserklärung zurückschrecken würde. Je näher der Termin des Referendums rückte, desto realer erschien auch nach den Meinungsumfragen die Möglichkeit, dass eine Mehrheit der Schotten für die Unabhängigkeit stimmen würde. Cameron beeilte sich daher, den Schotten Zusagen hinsichtlich einer noch größeren Autonomie zu machen. Letztlich stimmte dann beim Referendum, das eine Rekord-Wahlbeteiligung von 85 % aufwies, eine Mehrheit von 55 % für den Verbleib im Vereinigten Königreich. Die SNP konnte das Ganze als großen Erfolg ihrer Politik verkaufen. Einerseits mobilisierte sie das schottische regionale Selbstbewusstsein und präsentierte sich als Vertreterin schottischer Interessen, andererseits hatte sie der Regierung in London unter dem Druck des Referendums erhebliche Zugeständnisse abgerungen. Nach dem Referendum trat Alex Salmond als First Minister zurück und Nicola Sturgeon wurde seine Nachfolgerin im Amt des First Ministers und Parteiführers. Nach dem Referendum verzeichnete die SNP einen erheblichen Zustrom, wodurch sich die Mitgliederzahl von 25.200 im Jahr 2013 auf über 100.000 im Jahr 2015 erhöhte. Auf dieser Welle der Popularität schwimmend, gelang es der SNP, bei der Unterhauswahl am 7. Mai 2015 mit 50,0 % der Stimmen 56 von 59 schottischen Wahlkreisen zu gewinnen.
Die anderen Parteien waren angesichts des dominierenden Themas der Unabhängigkeit eher in der Defensive. Insbesondere die Labour-Partei, die früher lange Zeit eine sehr starke Position in Schottland innegehabt hatte, konnte ihren Positionen nur noch mit Mühe Gehör verschaffen. Bei der öffentlichen Debatte der Spitzenkandidaten am 2. Mai 2016 stand die Frage eines eventuellen zweiten Unabhängigkeitsreferendums im Zentrum. Nicola Sturgeon beharrte darauf, dass ein zweites Referendum gerechtfertigt sei, wenn eine Mehrheit der Schotten dies wünsche. Die anderen Spitzenkandidaten beriefen sich auf die viel zitierte „once in a lifetime“-Aussage von Alex Salmond und lehnten ein zweites Referendum in absehbarer Zeit ab. Das Ergebnis des ersten Referendums sei eindeutig gewesen und müsse respektiert werden. Schottland könne nicht ständig in der Unabhängigkeitsdebatte verharren, sondern müsse sich anderen wichtigen Problemen zuwenden.
Andere politische Themen in der Legislaturperiode bildeten Problemkreise, die auch das übrige Vereinigte Königreich betrafen, beispielsweise die Wirtschaftskrise, die Schottland genauso wie das restliche Vereinigte Königreich stark getroffen hatte. Weiterhin thematisiert wurden ferner Studiengebühren und der nach verbreiteter Meinung unterfinanzierte und deswegen kaum leistungsfähige National Health Service etc.
| Spitzenkandidaten                            | Spitzenkandidaten              | Spitzenkandidaten                  | Spitzenkandidaten                   | Spitzenkandidaten                        | Spitzenkandidaten | Spitzenkandidaten |
| Partei:                                      | Partei:                        | Partei:                            | Partei:                             | Partei:                                  | Partei:           | Partei:           |
| -------------------------------------------- | ------------------------------ | ---------------------------------- | ----------------------------------- | ---------------------------------------- | ----------------- | ----------------- |
| Scottish National Party (SNP)                | Scottish Labour Party (Labour) | Scottish Conservative Party (Cons) | Scottish Liberal Democrats (LibDem) | Scottish Green Party (SGP)               |                   |                   |
| Parteiführer/in:                             |                                |                                    |                                     |                                          |                   |                   |
|                                              |                                |                                    |                                     |                                          |                   |                   |
| Nicola Sturgeon                              | Kezia Dugdale                  | Ruth Davidson                      | Willie Rennie                       | Patrick Harvie/Maggie Chapman            |                   |                   |
| Politische Ausrichtung:                      |                                |                                    |                                     |                                          |                   |                   |
| Schottischer Separatismus, Linksliberalismus | Demokratischer Sozialismus     | Konservatismus                     | Liberalismus                        | Schottischer Separatismus, Grüne Politik |                   |                   |

## Wahltermin
Die Legislaturperiode des schottischen Parlaments dauerte bislang 4 Jahre und zuletzt wurde im Jahr 2011 gewählt. Eigentlich hätte deswegen schon im Jahr 2015 eine Wahl stattfinden sollen und zwar spätestens im Mai 2015. Hiergegen wurden jedoch Bedenken laut, da die folgenden Unterhauswahlen durch den Fixed-term Parliaments Act 2011 regulär auch im Mai 2015 stattfinden musste.
Gegen die Abhaltung von zwei Wahlen mit verschiedenem Wahlrecht (relatives Mehrheitswahlrecht und Verhältniswahlrecht) möglicherweise am selben Tag bestanden daher Einwände, so dass der damalige stellvertretende Premierminister Nick Clegg den Vorschlag unterbreitete, die schottische Wahl um ein Jahr zu verschieben. Diesem Vorschlag stimmten schließlich alle im schottischen Parlament vertretenen Parteien zu. Der Wahltermin wurde daher auf den ersten Donnerstag im Mai 2016 verschoben, das heißt auf den 5. Mai 2016. Die Legislaturperiode des 2011 gewählten Parlaments verlängerte sich dadurch um ein Jahr auf fünf Jahre.
Es gab zusätzlich noch einige Diskussionen hinsichtlich des Termins des Referendums über den Verbleib des Vereinigten Königreichs in der Europäischen Union. Die Erste Ministerin Nicola Sturgeon hätte genau so wie ihre Kollegen in Wales und Nordirland, Carwyn Jones und Arlene Foster, einen Termin mit größerem zeitlichen Abstand vorgezogen um eine Vermischung beider Wahlkämpfe zu vermeiden. Premierminister Cameron legte den Termin für das Referendum jedoch auf den 23. Juni 2016 fest. Sturgeon nannte dieses Handeln des Premierministers „respektlos“ (disrespectful).

## Wahlsystem
Die Wahl zum schottischen Parlament erfolgt im Gegensatz zu den britischen Unterhauswahlen nach einem Mixed-Member Proportionalsystem. Die Gesamtzahl der Abgeordneten beträgt 129. Schottland ist in 73 Wahlkreise aufgeteilt, in denen je ein Abgeordneter mit einfacher Mehrheit gewählt wird. Zusätzlich werden in den 8 Regionen je 7 Abgeordnete gewählt. Die 7 Abgeordneten pro Region werden entsprechend den Stimmenanteilen der Parteien so auf die Parteien verteilt (D’Hondt-Verfahren), dass die Gesamtheit der Abgeordneten der Region möglichst weitgehend einer Verhältniswahl-Verteilung entspricht. Eine Regelung für Überhangmandate gibt es nicht. Das Wahlalter wurde im Jahr 2015 durch Beschluss des schottischen Parlaments von 18 auf 16 Jahre herabgesetzt.

## Ergebnis

Mehrheiten in den Wahlkreisen (links, Mehrheitswahl) und Sitze, die über die Regionen besetzt wurden (rechts, Verhältniswahl)

|        | SNP                                       | 1.059.897 | 46,5 % | ▲1,1 % | 59 | ▲6  | 953.987   | 41,7 % | ▼2,3 %  | 4  | ▼12 | 63  | ▼6  | 48,8 % |
|        | Conservative                              | 501.844   | 22,0 % | ▲8,1 % | 7  | ▲4  | 524.222   | 22,9 % | ▲10,6 % | 24 | ▲12 | 31  | ▲16 | 24,0 % |
|        | Labour                                    | 514.261   | 22,6 % | ▼9,2 % | 3  | ▼12 | 435.919   | 19,1 % | ▼7,2 %  | 21 | ▼1  | 24  | ▼13 | 18,6 % |
|        | Scottish Green                            | 13.172    | 0,6 %  | ▲0,6 % | 0  | 0   | 150.426   | 6,6 %  | ▲2,2 %  | 6  | ▲4  | 6   | ▲4  | 4,7 %  |
|        | Liberal Democrats                         | 178.238   | 7,8 %  | ▼0,1 % | 4  | ▲2  | 119.284   | 5,2 %  | ±0,0 %  | 1  | ▼2  | 5   | 0   | 3,9 %  |
|        | UKIP                                      | –         | –      | –      | –  | –   | 46.426    | 2,0 %  | ▲1,1 %  | 0  | 0   | 0   | 0   | 0,0 %  |
|        | Solidarity                                | –         | –      | –      | –  | –   | 14.333    | 0,6 %  | ▲0,5 %  | 0  | 0   | 0   | 0   | 0,0 %  |
|        | Scottish Christian                        | 1.162     | 0,1 %  | ±0,0 % | 0  | 0   | 11.686    | 0,5 %  | ▼0,3 %  | 0  | 0   | 0   | 0   | 0,0 %  |
|        | RISE                                      | –         | –      | –      | –  | –   | 10.911    | 0,5 %  | ▲0,5 %  | 0  | 0   | 0   | 0   | 0,0 %  |
|        | Women’s Equality                          | –         | –      | –      | –  | –   | 5.968     | 0,3 %  | ▲0,3 %  | 0  | 0   | 0   | 0   | 0,0 %  |
|        | Unabhängige                               | 6.011     | 0,3 %  | ▼0,3 % | 0  | 0   | 4.420     | 0,2 %  | ▼0,9 %  | 0  | ▼1  | 0   | ▼1  | 0,0 %  |
|        | A Better Britain – Unionist Party         | –         | –      | –      | –  | –   | 2.453     | 0,1 %  | ▲0,1 %  | 0  | 0   | 0   | 0   | 0,0 %  |
|        | Animal Welfare                            | –         | –      | –      | –  | –   | 1.819     | 0,1 %  | ▲0,1 %  | 0  | 0   | 0   | 0   | 0,0 %  |
|        | Libertarian                               | 119       | 0,0 %  | 0,0 %  | 0  | 0   | 1.686     | 0,1 %  | ▲0,1 %  | 0  | 0   | 0   | 0   | 0,0 %  |
|        | Clydesdale and South Scotland Independent | 909       | 0,0 %  | 0,0 %  | 0  | 0   | 1.485     | 0,1 %  | ▲0,1 %  | 0  | 0   | 0   | 0   | 0,0 %  |
|        | National Front                            | –         | –      | ▼0,1 % | 0  | 0   | 617       | 0,0 %  | 0,0 %   | 0  | 0   | 0   | 0   | 0,0 %  |
|        | Communist                                 | –         | –      | ▼0,0 % | 0  | 0   | 510       | 0,0 %  | 0,0 %   | 0  | 0   | 0   | 0   | 0,0 %  |
|        | TUSC                                      | 3.540     | 0,1 %  | ▲0,1 % | 0  | 0   | –         | –      | –       | –  | –   | 0   | 0   | 0,0 %  |
| Gesamt | Gesamt                                    | 2.279.153 | 100 %  |        | 73 |     | 2.285.752 | 100 %  |         | 56 |     | 129 |     | 100 %  |

| Anzahl der Wahlberechtigten | Wahlbeteiligung | Wahlbeteiligung |
| Anzahl der Wahlberechtigten | In %            | +/−             |
| --------------------------- | --------------- | --------------- |
| 4.099.407                   | 55,6 %          | ▲5,4 %          |

### Zusammenfassung des Wahlergebnisses
| Wahlkreis-Direktmandate | Wahlkreis-Direktmandate | Wahlkreis-Direktmandate | Wahlkreis-Direktmandate | Wahlkreis-Direktmandate |
| ----------------------- | ----------------------- | ----------------------- | ----------------------- | ----------------------- |
|                         |                         |                         |                         |                         |
| SNP                     | SNP                     |                         | 46,5 %                  | 46,5 %                  |
| Labour                  | Labour                  |                         | 22,6 %                  | 22,6 %                  |
| Conservative            | Conservative            |                         | 22,0 %                  | 22,0 %                  |
| Lib. Dem.               | Lib. Dem.               |                         | 7,6 %                   | 7,6 %                   |
| Green                   | Green                   |                         | 0,6 %                   | 0,6 %                   |
| Sonst.                  | Sonst.                  |                         | 0,5 %                   | 0,5 %                   |
|                         |                         |                         |                         |                         |

| Region (Listenmandate) | Region (Listenmandate) | Region (Listenmandate) | Region (Listenmandate) | Region (Listenmandate) |
| ---------------------- | ---------------------- | ---------------------- | ---------------------- | ---------------------- |
|                        |                        |                        |                        |                        |
| SNP                    | SNP                    |                        | 41,7 %                 | 41,7 %                 |
| Conservative           | Conservative           |                        | 22,9 %                 | 22,9 %                 |
| Labour                 | Labour                 |                        | 19,1 %                 | 19,1 %                 |
| Green                  | Green                  |                        | 6,6 %                  | 6,6 %                  |
| Lib. Dem.              | Lib. Dem.              |                        | 5,2 %                  | 5,2 %                  |
| UKIP                   | UKIP                   |                        | 2,0 %                  | 2,0 %                  |
| Sonst.                 | Sonst.                 |                        | 2,5 %                  | 2,5 %                  |
|                        |                        |                        |                        |                        |

| Parlamentssitze | Parlamentssitze | Parlamentssitze | Parlamentssitze | Parlamentssitze |
| --------------- | --------------- | --------------- | --------------- | --------------- |
|                 |                 |                 |                 |                 |
| SNP             | SNP             |                 | 48,8 %          | 48,8 %          |
| Conservative    | Conservative    |                 | 24,0 %          | 24,0 %          |
| Labour          | Labour          |                 | 18,6 %          | 18,6 %          |
| Green           | Green           |                 | 4,7 %           | 4,7 %           |
| Lib. Dem.       | Lib. Dem.       |                 | 3,9 %           | 3,9 %           |
|                 |                 |                 |                 |                 |

### Zusammenfassung nach Direktmandaten (Wahlkreis) und Listenmandaten (Region)

#### Central Scotland
| Schottische Parlamentswahlen 2016: Central Scotland | Schottische Parlamentswahlen 2016: Central Scotland | Schottische Parlamentswahlen 2016: Central Scotland | Schottische Parlamentswahlen 2016: Central Scotland |
| Wahlkreis                                           | Wahlkreis                                           | Gewählte Abgeordnete                                | Partei                                              |
| --------------------------------------------------- | --------------------------------------------------- | --------------------------------------------------- | --------------------------------------------------- |
|                                                     | Airdrie and Shotts                                  | Alex Neil                                           | SNP gehalten                                        |
|                                                     | Coatbridge and Chryston                             | Fulton MacGregor                                    | SNP gewonnen von Labour                             |
|                                                     | Cumbernauld and Kilsyth                             | Jamie Hepburn                                       | SNP gehalten                                        |
|                                                     | East Kilbride                                       | Linda Fabiani                                       | SNP gehalten                                        |
|                                                     | Falkirk East                                        | Angus MacDonald                                     | SNP gehalten                                        |
|                                                     | Falkirk West                                        | Michael Matheson                                    | SNP gehalten                                        |
|                                                     | Hamilton, Larkhall and Stonehouse                   | Christina McKelvie                                  | SNP gehalten                                        |
|                                                     | Motherwell and Wishaw                               | Clare Adamson                                       | SNP gewonnen von Labour                             |
|                                                     | Uddingston and Bellshill                            | Richard Lyle                                        | SNP gewonnen von Labour                             |

| Schottische Parlamentswahlen 2016: Central Scotland | Schottische Parlamentswahlen 2016: Central Scotland | Schottische Parlamentswahlen 2016: Central Scotland     | Schottische Parlamentswahlen 2016: Central Scotland | Schottische Parlamentswahlen 2016: Central Scotland | Schottische Parlamentswahlen 2016: Central Scotland | Schottische Parlamentswahlen 2016: Central Scotland | Schottische Parlamentswahlen 2016: Central Scotland | Schottische Parlamentswahlen 2016: Central Scotland |
| Partei                                              | Partei                                              | Gewählte Kandidaten                                     | Sitze                                               | ±                                                   | Stimmen                                             | %                                                   | ±                                                   |                                                     |
| --------------------------------------------------- | --------------------------------------------------- | ------------------------------------------------------- | --------------------------------------------------- | --------------------------------------------------- | --------------------------------------------------- | --------------------------------------------------- | --------------------------------------------------- | --------------------------------------------------- |
|                                                     | SNP                                                 |                                                         | 0                                                   | −3                                                  | 129.082                                             | 47,7 %                                              | +1,3 %                                              |                                                     |
|                                                     | Labour                                              | Richard Leonard Monica Lennon Mark Griffin Elaine Smith | 4                                                   | +1                                                  | 67.103                                              | 24,8 %                                              | −10,5 %                                             |                                                     |
|                                                     | Conservative                                        | Margaret Mitchell Graham Simpson Alison Harris          | 3                                                   | +2                                                  | 43.602                                              | 16,1 %                                              | +9,7 %                                              |                                                     |
|                                                     | Scottish Green                                      |                                                         | 0                                                   | ±0                                                  | 12.722                                              | 4,7 %                                               | +2,3 %                                              |                                                     |

#### Glasgow
| Schottische Parlamentswahlen 2016: Glasgow | Schottische Parlamentswahlen 2016: Glasgow | Schottische Parlamentswahlen 2016: Glasgow | Schottische Parlamentswahlen 2016: Glasgow |
| Wahlkreis                                  | Wahlkreis                                  | Gewählte Abgeordnete                       | Partei                                     |
| ------------------------------------------ | ------------------------------------------ | ------------------------------------------ | ------------------------------------------ |
|                                            | Glasgow Anniesland                         | Bill Kidd                                  | SNP gehalten                               |
|                                            | Glasgow Cathcart                           | James Dornan                               | SNP gehalten                               |
|                                            | Glasgow Kelvin                             | Sandra White                               | SNP gehalten                               |
|                                            | Glasgow Maryhill and Springburn            | Bob Doris                                  | SNP gewonnen von Labour                    |
|                                            | Glasgow Pollok                             | Humza Yousaf                               | SNP gewonnen von Labour                    |
|                                            | Glasgow Provan                             | Ivan McKee                                 | SNP gewonnen von Labour                    |
|                                            | Glasgow Shettleston                        | John Mason                                 | SNP gehalten                               |
|                                            | Glasgow Southside                          | Nicola Sturgeon                            | SNP gehalten                               |
|                                            | Rutherglen                                 | Clare Haughey                              | SNP gewonnen von Labour                    |

| Schottische Parlamentswahlen 2016: Glasgow | Schottische Parlamentswahlen 2016: Glasgow | Schottische Parlamentswahlen 2016: Glasgow            | Schottische Parlamentswahlen 2016: Glasgow | Schottische Parlamentswahlen 2016: Glasgow | Schottische Parlamentswahlen 2016: Glasgow | Schottische Parlamentswahlen 2016: Glasgow | Schottische Parlamentswahlen 2016: Glasgow | Schottische Parlamentswahlen 2016: Glasgow |
| Partei                                     | Partei                                     | Gewählte Kandidaten                                   | Sitze                                      | ±                                          | Stimmen                                    | %                                          | ±                                          |                                            |
| ------------------------------------------ | ------------------------------------------ | ----------------------------------------------------- | ------------------------------------------ | ------------------------------------------ | ------------------------------------------ | ------------------------------------------ | ------------------------------------------ | ------------------------------------------ |
|                                            | SNP                                        |                                                       | 0                                          | −2                                         | 111.101                                    | 44,8 %                                     | +4,9 %                                     |                                            |
|                                            | Labour                                     | Anas Sarwar Johann Lamont James Kelly Pauline McNeill | 4                                          | +1                                         | 59.151                                     | 23,8 %                                     | −11,1 %                                    |                                            |
|                                            | Conservative                               | Adam Tomkins Annie Wells                              | 2                                          | +1                                         | 29.533                                     | 11,9 %                                     | +5,8 %                                     |                                            |
|                                            | Scottish Green                             | Patrick Harvie                                        | 1                                          | ±0                                         | 23.398                                     | 9,4 %                                      | +3,5 %                                     |                                            |

#### Highlands and Islands
| Schottische Parlamentswahlen 2016: Highlands and Islands | Schottische Parlamentswahlen 2016: Highlands and Islands | Schottische Parlamentswahlen 2016: Highlands and Islands | Schottische Parlamentswahlen 2016: Highlands and Islands |
| Wahlkreis                                                | Wahlkreis                                                | Gewählte Abgeordnete                                     | Partei                                                   |
| -------------------------------------------------------- | -------------------------------------------------------- | -------------------------------------------------------- | -------------------------------------------------------- |
|                                                          | Argyll and Bute                                          | Michael Russell                                          | SNP gehalten                                             |
|                                                          | Caithness, Sutherland and Ross                           | Gail Ross                                                | SNP gehalten                                             |
|                                                          | Inverness and Nairn                                      | Fergus Ewing                                             | SNP gehalten                                             |
|                                                          | Moray                                                    | Richard Lochhead                                         | SNP gehalten                                             |
|                                                          | Na h-Eileanan an Iar                                     | Alasdair Allan                                           | SNP gehalten                                             |
|                                                          | Orkney                                                   | Liam McArthur                                            | Liberal Democrats gehalten                               |
|                                                          | Shetland                                                 | Tavish Scott                                             | Liberal Democrats gehalten                               |
|                                                          | Skye, Lochaber and Badenoch                              | Kate Forbes                                              | SNP gehalten                                             |

| Schottische Parlamentswahlen 2016: Highlands and Islands | Schottische Parlamentswahlen 2016: Highlands and Islands | Schottische Parlamentswahlen 2016: Highlands and Islands | Schottische Parlamentswahlen 2016: Highlands and Islands | Schottische Parlamentswahlen 2016: Highlands and Islands | Schottische Parlamentswahlen 2016: Highlands and Islands | Schottische Parlamentswahlen 2016: Highlands and Islands | Schottische Parlamentswahlen 2016: Highlands and Islands | Schottische Parlamentswahlen 2016: Highlands and Islands |
| Partei                                                   | Partei                                                   | Gewählte Kandidaten                                      | Sitze                                                    | ±                                                        | Stimmen                                                  | %                                                        | ±                                                        |                                                          |
| -------------------------------------------------------- | -------------------------------------------------------- | -------------------------------------------------------- | -------------------------------------------------------- | -------------------------------------------------------- | -------------------------------------------------------- | -------------------------------------------------------- | -------------------------------------------------------- | -------------------------------------------------------- |
|                                                          | SNP                                                      | Maree Todd                                               | 1                                                        | −2                                                       | 81.600                                                   | 39,7 %                                                   | −7,8 %                                                   |                                                          |
|                                                          | Conservative                                             | Douglas Ross Edward Mountain Donald Cameron              | 3                                                        | +1                                                       | 44.693                                                   | 21,8 %                                                   | +10,1 %                                                  |                                                          |
|                                                          | Liberal Democrats                                        |                                                          | 0                                                        | ±0                                                       | 27.223                                                   | 13,3 %                                                   | +1,2 %                                                   |                                                          |
|                                                          | Labour                                                   | Rhoda Grant David Stewart                                | 2                                                        | ±0                                                       | 22.894                                                   | 11,2 %                                                   | −3,3 %                                                   |                                                          |
|                                                          | Scottish Green                                           | John Finnie                                              | 1                                                        | +1                                                       | 14.781                                                   | 7,2 %                                                    | +2,1 %                                                   |                                                          |

#### Lothian
| Schottische Parlamentswahlen 2016: Lothian | Schottische Parlamentswahlen 2016: Lothian | Schottische Parlamentswahlen 2016: Lothian | Schottische Parlamentswahlen 2016: Lothian |
| Wahlkreis                                  | Wahlkreis                                  | Gewählte Abgeordnete                       | Partei                                     |
| ------------------------------------------ | ------------------------------------------ | ------------------------------------------ | ------------------------------------------ |
|                                            | Almond Valley                              | Angela Constance                           | SNP gehalten                               |
|                                            | Edinburgh Central                          | Ruth Davidson                              | Conservative gewonnen von SNP              |
|                                            | Edinburgh Eastern                          | Ash Denham                                 | SNP gehalten                               |
|                                            | Edinburgh Northern and Leith               | Ben Macpherson                             | SNP gewonnen von Labour                    |
|                                            | Edinburgh Pentlands                        | Gordon MacDonald                           | SNP gehalten                               |
|                                            | Edinburgh Southern                         | Daniel Johnson                             | Labour gewonnen von SNP                    |
|                                            | Edinburgh Western                          | Alex Cole-Hamilton                         | Liberal Democrats gewonnen von SNP         |
|                                            | Linlithgow                                 | Fiona Hyslop                               | SNP gehalten                               |
|                                            | Midlothian North and Musselburgh           | Colin Beattie                              | SNP gehalten                               |

| Schottische Parlamentswahlen 2016: Lothian | Schottische Parlamentswahlen 2016: Lothian | Schottische Parlamentswahlen 2016: Lothian   | Schottische Parlamentswahlen 2016: Lothian | Schottische Parlamentswahlen 2016: Lothian | Schottische Parlamentswahlen 2016: Lothian | Schottische Parlamentswahlen 2016: Lothian | Schottische Parlamentswahlen 2016: Lothian | Schottische Parlamentswahlen 2016: Lothian |
| Partei                                     | Partei                                     | Gewählte Kandidaten                          | Sitze                                      | ±                                          | Stimmen                                    | %                                          | ±                                          |                                            |
| ------------------------------------------ | ------------------------------------------ | -------------------------------------------- | ------------------------------------------ | ------------------------------------------ | ------------------------------------------ | ------------------------------------------ | ------------------------------------------ | ------------------------------------------ |
|                                            | SNP                                        |                                              | 0                                          | ±0                                         | 118.546                                    | 36,2 %                                     | −2,9 %                                     |                                            |
|                                            | Conservative                               | Miles Briggs Gordon Lindhurst Jeremy Balfour | 3                                          | +1                                         | 74.972                                     | 22,9 %                                     | +11,3 %                                    |                                            |
|                                            | Labour                                     | Kezia Dugdale Neil Findlay                   | 2                                          | −1                                         | 67.991                                     | 20,8 %                                     | −4,1 %                                     |                                            |
|                                            | Scottish Green                             | Alison Johnstone Andy Wightman               | 2                                          | +1                                         | 34.551                                     | 10,6 %                                     | +3,0 %                                     |                                            |
|                                            | Unabhängige                                |                                              | 0                                          | −1                                         | –                                          | –                                          | −6,6 %                                     |                                            |

#### Mid Scotland and Fife
| Schottische Parlamentswahlen 2016: Mid Scotland and Fife | Schottische Parlamentswahlen 2016: Mid Scotland and Fife | Schottische Parlamentswahlen 2016: Mid Scotland and Fife | Schottische Parlamentswahlen 2016: Mid Scotland and Fife |
| Wahlkreis                                                | Wahlkreis                                                | Gewählte Abgeordnete                                     | Partei                                                   |
| -------------------------------------------------------- | -------------------------------------------------------- | -------------------------------------------------------- | -------------------------------------------------------- |
|                                                          | Clackmannanshire and Dunblane                            | Keith Brown                                              | SNP gehalten                                             |
|                                                          | Cowdenbeath                                              | Annabelle Ewing                                          | SNP gewonnen von Labour                                  |
|                                                          | Dunfermline                                              | Shirley-Anne Somerville                                  | SNP gehalten                                             |
|                                                          | Kirkcaldy                                                | David Torrance                                           | SNP gehalten                                             |
|                                                          | Mid Fife and Glenrothes                                  | Jenny Gilruth                                            | SNP gehalten                                             |
|                                                          | North East Fife                                          | Willie Rennie                                            | Liberal Democrats gewonnen von SNP                       |
|                                                          | Perthshire North                                         | John Swinney                                             | SNP gehalten                                             |
|                                                          | Perthshire South and Kinross-shire                       | Roseanna Cunningham                                      | SNP gehalten                                             |
|                                                          | Stirling                                                 | Bruce Crawford                                           | SNP gehalten                                             |

| Schottische Parlamentswahlen 2016: Mid Scotland and Fife | Schottische Parlamentswahlen 2016: Mid Scotland and Fife | Schottische Parlamentswahlen 2016: Mid Scotland and Fife     | Schottische Parlamentswahlen 2016: Mid Scotland and Fife | Schottische Parlamentswahlen 2016: Mid Scotland and Fife | Schottische Parlamentswahlen 2016: Mid Scotland and Fife | Schottische Parlamentswahlen 2016: Mid Scotland and Fife | Schottische Parlamentswahlen 2016: Mid Scotland and Fife | Schottische Parlamentswahlen 2016: Mid Scotland and Fife |
| Partei                                                   | Partei                                                   | Gewählte Kandidaten                                          | Sitze                                                    | ±                                                        | Stimmen                                                  | %                                                        | ±                                                        |                                                          |
| -------------------------------------------------------- | -------------------------------------------------------- | ------------------------------------------------------------ | -------------------------------------------------------- | -------------------------------------------------------- | -------------------------------------------------------- | -------------------------------------------------------- | -------------------------------------------------------- | -------------------------------------------------------- |
|                                                          | SNP                                                      |                                                              | 0                                                        | −1                                                       | 120.128                                                  | 41,3 %                                                   | −3,9 %                                                   |                                                          |
|                                                          | Conservative                                             | Murdo Fraser Elizabeth Smith Alexander Stewart Dean Lockhart | 4                                                        | +2                                                       | 73.293                                                   | 25,2 %                                                   | +11,0 %                                                  |                                                          |
|                                                          | Labour                                                   | Claire Brennan-Baker Alex Rowley                             | 2                                                        | −1                                                       | 51.373                                                   | 17,6 %                                                   | −7,4 %                                                   |                                                          |
|                                                          | Liberal Democrats                                        |                                                              | 0                                                        | −1                                                       | 20.401                                                   | 7,0 %                                                    | +1,2 %                                                   |                                                          |
|                                                          | Scottish Green                                           | Mark Ruskell                                                 | 1                                                        | +1                                                       | 17.860                                                   | 6,1 %                                                    | +1,9 %                                                   |                                                          |

#### North East Scotland
| Schottische Parlamentswahlen 2016: North East Scotland | Schottische Parlamentswahlen 2016: North East Scotland | Schottische Parlamentswahlen 2016: North East Scotland | Schottische Parlamentswahlen 2016: North East Scotland |
| Wahlkreis                                              | Wahlkreis                                              | Gewählte Abgeordnete                                   | Partei                                                 |
| ------------------------------------------------------ | ------------------------------------------------------ | ------------------------------------------------------ | ------------------------------------------------------ |
|                                                        | Aberdeen Central                                       | Kevin Stewart                                          | SNP gehalten                                           |
|                                                        | Aberdeen Donside                                       | Mark McDonald                                          | SNP gehalten                                           |
|                                                        | Aberdeen South and North Kincardine                    | Maureen Watt                                           | SNP gehalten                                           |
|                                                        | Aberdeenshire East                                     | Gillian Martin                                         | SNP gehalten                                           |
|                                                        | Aberdeenshire West                                     | Alexander Burnett                                      | Conservative gewonnen von SNP                          |
|                                                        | Angus North and Mearns                                 | Mairi Evans                                            | SNP gehalten                                           |
|                                                        | Angus South                                            | Graeme Dey                                             | SNP gehalten                                           |
|                                                        | Banffshire and Buchan Coast                            | Stewart Stevenson                                      | SNP gehalten                                           |
|                                                        | Dundee City East                                       | Shona Robison                                          | SNP gehalten                                           |
|                                                        | Dundee City West                                       | Joe FitzPatrick                                        | SNP gehalten                                           |

| Schottische Parlamentswahlen 2016: North East Scotland | Schottische Parlamentswahlen 2016: North East Scotland | Schottische Parlamentswahlen 2016: North East Scotland | Schottische Parlamentswahlen 2016: North East Scotland | Schottische Parlamentswahlen 2016: North East Scotland | Schottische Parlamentswahlen 2016: North East Scotland | Schottische Parlamentswahlen 2016: North East Scotland | Schottische Parlamentswahlen 2016: North East Scotland | Schottische Parlamentswahlen 2016: North East Scotland |
| Partei                                                 | Partei                                                 | Gewählte Kandidaten                                    | Sitze                                                  | ±                                                      | Stimmen                                                | %                                                      | ±                                                      |                                                        |
| ------------------------------------------------------ | ------------------------------------------------------ | ------------------------------------------------------ | ------------------------------------------------------ | ------------------------------------------------------ | ------------------------------------------------------ | ------------------------------------------------------ | ------------------------------------------------------ | ------------------------------------------------------ |
|                                                        | SNP                                                    |                                                        | 0                                                      | −1                                                     | 137.086                                                | 44,7 %                                                 | −8,1 %                                                 |                                                        |
|                                                        | Conservative                                           | Alex Johnstone Ross Thomson Peter Chapman Liam Kerr    | 4                                                      | +2                                                     | 85.848                                                 | 28,0 %                                                 | +13,9 %                                                |                                                        |
|                                                        | Labour                                                 | Jenny Marra Lewis Macdonald                            | 2                                                      | −1                                                     | 38.791                                                 | 12,6 %                                                 | −3,8 %                                                 |                                                        |
|                                                        | Liberal Democrats                                      | Mike Rumbles                                           | 1                                                      | ±0                                                     | 18.444                                                 | 6,0 %                                                  | −0,8 %                                                 |                                                        |
|                                                        | Scottish Green                                         |                                                        | 0                                                      | ±0                                                     | 15.123                                                 | 4,9 %                                                  | +1,0 %                                                 |                                                        |

#### South Scotland
| Schottische Parlamentswahlen 2016: South Scotland | Schottische Parlamentswahlen 2016: South Scotland | Schottische Parlamentswahlen 2016: South Scotland | Schottische Parlamentswahlen 2016: South Scotland |
| Wahlkreis                                         | Wahlkreis                                         | Gewählte Abgeordnete                              | Partei                                            |
| ------------------------------------------------- | ------------------------------------------------- | ------------------------------------------------- | ------------------------------------------------- |
|                                                   | Ayr                                               | John Scott                                        | Conservative gehalten                             |
|                                                   | Carrick, Cumnock and Doon Valley                  | Jeane Freeman                                     | SNP gehalten                                      |
|                                                   | Clydesdale                                        | Aileen Campbell                                   | SNP gehalten                                      |
|                                                   | Dumfriesshire                                     | Oliver Mundell                                    | Conservative gewonnen von Labour                  |
|                                                   | East Lothian                                      | Iain Gray                                         | Labour gehalten                                   |
|                                                   | Ettrick, Roxburgh and Berwickshire                | John Lamont                                       | Conservative gehalten                             |
|                                                   | Galloway and West Dumfries                        | Finlay Carson                                     | Conservative gehalten                             |
|                                                   | Kilmarnock and Irvine Valley                      | Willie Coffey                                     | SNP gehalten                                      |
|                                                   | Midlothian South, Tweeddale and Lauderdale        | Christine Grahame                                 | SNP gehalten                                      |

| Schottische Parlamentswahlen 2016: South Scotland | Schottische Parlamentswahlen 2016: South Scotland | Schottische Parlamentswahlen 2016: South Scotland | Schottische Parlamentswahlen 2016: South Scotland | Schottische Parlamentswahlen 2016: South Scotland | Schottische Parlamentswahlen 2016: South Scotland | Schottische Parlamentswahlen 2016: South Scotland | Schottische Parlamentswahlen 2016: South Scotland | Schottische Parlamentswahlen 2016: South Scotland |
| Partei                                            | Partei                                            | Gewählte Kandidaten                               | Sitze                                             | ±                                                 | Stimmen                                           | %                                                 | ±                                                 |                                                   |
| ------------------------------------------------- | ------------------------------------------------- | ------------------------------------------------- | ------------------------------------------------- | ------------------------------------------------- | ------------------------------------------------- | ------------------------------------------------- | ------------------------------------------------- | ------------------------------------------------- |
|                                                   | SNP                                               | Joan McAlpine Paul Wheelhouse Emma Harper         | 3                                                 | −1                                                | 120.217                                           | 38,3 %                                            | −2,7 %                                            |                                                   |
|                                                   | Conservative                                      | Rachael Hamilton Brian Whittle                    | 2                                                 | +2                                                | 100.753                                           | 32,1 %                                            | +12,6 %                                           |                                                   |
|                                                   | Labour                                            | Claudia Beamish Colin Smyth                       | 2                                                 | ±0                                                | 56.072                                            | 17,8 %                                            | −7,5 %                                            |                                                   |
|                                                   | Scottish Green                                    |                                                   | 0                                                 | ±0                                                | 14.773                                            | 4,7 %                                             | +1,6 %                                            |                                                   |
|                                                   | Liberal Democrats                                 |                                                   | 0                                                 | −1                                                | 11.775                                            | 3,7 %                                             | −1,7 %                                            |                                                   |

#### West Scotland
| Schottische Parlamentswahlen 2016: West Scotland | Schottische Parlamentswahlen 2016: West Scotland | Schottische Parlamentswahlen 2016: West Scotland | Schottische Parlamentswahlen 2016: West Scotland |
| Wahlkreis                                        | Wahlkreis                                        | Gewählte Abgeordnete                             | Partei                                           |
| ------------------------------------------------ | ------------------------------------------------ | ------------------------------------------------ | ------------------------------------------------ |
|                                                  | Clydebank and Milngavie                          | Gil Paterson                                     | SNP gehalten                                     |
|                                                  | Cunninghame North                                | Kenneth Gibson                                   | SNP gehalten                                     |
|                                                  | Cunninghame South                                | Ruth Maguire                                     | SNP gehalten                                     |
|                                                  | Dumbarton                                        | Jackie Baillie                                   | Labour gehalten                                  |
|                                                  | Eastwood                                         | Jackson Carlaw                                   | Conservative gewonnen von Labour                 |
|                                                  | Greenock and Inverclyde                          | Stuart McMillan                                  | SNP gewonnen von Labour                          |
|                                                  | Paisley                                          | George Adam                                      | SNP gehalten                                     |
|                                                  | Renfrewshire North and West                      | Derek Mackay                                     | SNP gehalten                                     |
|                                                  | Renfrewshire South                               | Tom Arthur                                       | SNP gewonnen von Labour                          |
|                                                  | Strathkelvin and Bearsden                        | Rona Mackay                                      | SNP gehalten                                     |

| Schottische Parlamentswahlen 2016: West Scotland | Schottische Parlamentswahlen 2016: West Scotland | Schottische Parlamentswahlen 2016: West Scotland | Schottische Parlamentswahlen 2016: West Scotland | Schottische Parlamentswahlen 2016: West Scotland | Schottische Parlamentswahlen 2016: West Scotland | Schottische Parlamentswahlen 2016: West Scotland | Schottische Parlamentswahlen 2016: West Scotland | Schottische Parlamentswahlen 2016: West Scotland |
| Partei                                           | Partei                                           | Gewählte Kandidaten                              | Sitze                                            | ±                                                | Stimmen                                          | %                                                | ±                                                |                                                  |
| ------------------------------------------------ | ------------------------------------------------ | ------------------------------------------------ | ------------------------------------------------ | ------------------------------------------------ | ------------------------------------------------ | ------------------------------------------------ | ------------------------------------------------ | ------------------------------------------------ |
|                                                  | SNP                                              |                                                  | 0                                                | −2                                               | 135.827                                          | 42,2 %                                           | +0,6 %                                           |                                                  |
|                                                  | Labour                                           | Mary Fee Neil Bibby Ken Macintosh                | 3                                                | ±0                                               | 72.544                                           | 22,5 %                                           | −10,2 %                                          |                                                  |
|                                                  | Conservative                                     | Jamie Greene Maurice Golden Maurice Corry        | 3                                                | +1                                               | 71.528                                           | 22,2 %                                           | +9,5 %                                           |                                                  |
|                                                  | Scottish Green                                   | Ross Greer                                       | 1                                                | +1                                               | 17.218                                           | 5,3 %                                            | +2,4 %                                           |                                                  |

## Weitere Entwicklung
Am 17. Mai 2016 wurde Nicola Sturgeon mit 63 Stimmen bei 5 Stimmen für den einzigen Gegenkandidaten Willie Rennie (Liberal Democrats) erneut zur Ersten Ministerin gewählt. 59 Abgeordnete hatten sich bei der Wahl der Stimme enthalten.